# Klin
Klin è una cittadina della Russia europea centrale (oblast' di Mosca), situata 89 km a nordovest della capitale, sul fiume Sestra; fino al 2017 era il capoluogo amministrativo del distretto omonimo.

## Storia
Compare nelle cronache nell'anno 1317, come parte di una linea di fortificazioni; nel 1482 entra nell'orbita del Granducato di Mosca, mentre risale al 1781 la concessione dello status di città. Dal 1851 Klin è una stazione lungo la linea ferroviaria che congiunge Mosca e San Pietroburgo.
In russo Klin significa "cuneo"; il corso del fiume Sestra crea una forma triangolare nell'attraversare la città (da qui forse l'origine del nome).

## Società

### Evoluzione demografica
- 1897: 5.100
- 1926: 8.700
- 1939: 29.300
- 1959: 53.900
- 1979: 91.500
- 1989: 94.900
- 2002: 83.178
- 2007: 81.900

## Economia
Klin è oggi un centro ad economia prevalentemente industriale (tessile, alimentare, materiali da costruzione). È sede del museo Čajkovskij, dedicato al grande compositore russo; è anche nota per l'azienda produttrice di birra Klinskoe, molto diffusa in Russia.